# Jean Marie Stine
Jean Marie Stine (geboren als Henry Eugene Stine am 13. April 1945 in Sikeston, Missouri) ist eine amerikanische Schriftstellerin und Herausgeberin. Sie ist bekannt durch den Science-Fiction-Roman Season of the Witch, der als Memory Run 1995 verfilmt wurde. Sie veröffentlichte auch unter dem Namen Hank Stine.

## Leben
Stines Vater diente in der US Army, weshalb die Familie oft umzog. 1966 heiratete Stine Cristine Annette Kindred und im selben Jahr wurde ein Kind geboren. 1968 wurde die Ehe geschieden. Ebenfalls 1968 erschien Stines Debütroman Season of the Witch, in dem es um einen Vergewaltiger und Frauenmörder geht, der zu einer Geschlechtsumwandlung verurteilt wird und darum, wie der Protagonist sich langsam in seine Rolle als Frau findet. Der Roman erschien in der sonst eher pornografisch ausgerichteten Taschenbuchreihe von Essex House.
Von 1979 bis 1980 gab Stine das Science-Fiction-Magazin Galaxy heraus. Ab Mitte der 1990er war Stine Herausgeberin von über einem Dutzend Anthologien, von denen einige sich den Frauen in der Science Fiction und dem Thema Transsexualität widmeten.
Neben Science Fiction schrieb Stine ab 1994 auch eine Reihe von Ratgeberbüchern, in denen es um die Verbesserung kognitiver Fähigkeiten geht, und eine Biografie des Regisseurs Ed Wood.

## Bibliografie
Romane
- Season of the Witch (1968, als Hank Stine und Jean Stine)
- Thrill City (1969)
- The Prisoner: A Day in the Life (1970, als Hank Stine, Romanfassung zur britischen Fernsehserie The Prisoner)

Sammlung
- Herstory & Other Science Fictions (2010)

Kurzgeschichten
- No Exit (1971, mit Larry Niven)
- Encounter (1981)
- In the Canal Zone (1994)
- Jinni's So Long at the Fair (1994)
- The Traders (1994)
- Gris-Gris (1994)
- The Phantom of the Aquarius (1994)
- The Dead-End (1995)
- Reckless (1995)
- Amaeru (2000)
- A Pearl of Great Price (2012)

Anthologien
- Reel Future (1994, mit Forrest J. Ackerman)
- New Eves: Science Fiction About the Extraordinary Women of Today and Tomorrow (1994, mit Janrae Frank und Forrest J. Ackerman)
- I, Vampire: Interviews with the Undead (1995, mit Forrest J. Ackerman)
- Future Eves: Great Science Fiction About Women by Women (2004)
- Lost Stars: Forgotten Science Fiction from the "Best of" Anthologies (2004)
- Lost Stars 2 (2004)
- Gynomorphs: Three Classic SF Novellas About Women Who Become Men (2005)
- Trans-Sexual: Transgressive Erotica for Gender Queers (2008)
- Time Enough at Last & Other SF Stories (2010)
- Future Eves: Classic Science Fiction About Women By Women (2010)
- The Best of Amazing Stories (mit Steve Davidson)
  - The Best of Amazing Stories: The 1926 Anthology (2014)
  - The Best of Amazing Stories: The 1927 Anthology (2015)
  - The Best of Amazing Stories: The 1940 Anthology: Special Retro-Hugo Edition (2015)
  - The Best of Amazing Stories: The 1928 Anthology (2016)
- M. Christian's Terrors: Dark Doings at Miskatonic U. (2015, mit M. Christian)

Sachliteratur
- It's All In Your Head: Remarkable Facts About the Human Mind (1994)
- Writing Successful Self-Help and How-To Books (1997)
- Double Your Brain Power (1998)
- Ed Wood: The Early Years (2001)
- Super Brain Power (2002)
  - Deutsch: Das Power-Gedächtnis : sechs Schritte zum perfekt trainierten Gehirn. Goldmann Mosaik #16420, 2002, ISBN 3-442-16420-6.
- Empowering Your Life with Runes (2004)